# Agnieszka Miela
Agnieszka Miela (ur. 6 czerwca 1990 w Sierakowie) – polska pisarka tworząca teksty z pogranicza fantasy i horroru.

## Życiorys
Pochodzi z Sierakowa, skąd przeprowadziła się do Wrocławia. Obecnie mieszkanka Dobrzykowic.
Zadebiutowała powieścią Śmiech diabła, wydaną przez wydawnictwo Kłobook, które zakończyło działalność trzy miesiące po premierze książki. Krótko po tym pierwszy tom trylogii "Dzieci Starych Bogów" został przejęty przez wydawnictwo Zysk i S-ka.

## Twórczość

### Opowiadania
- Powrót pod Bramę Młyńską (antologia Szczecin z dreszczykiem II, 2020)

### Powieści
Trylogia Dzieci Starych Bogów:
- Śmiech diabła (Wydawnictwo Kłobook, 2019, I. wydanie)
- Śmiech diabła (Zysk i S-ka, 2021, II. wydanie)
- Grzechy ojców (Zysk i S-ka, 2022)[2]
- Krew Wilka Zysk i S-ka, 2024)

Dzieciołap (Zysk i S-ka, 2025)

## Nagrody
- I. miejsce w konkursie na opowiadanie w antologii Szczecin z dreszczykiem II, 2020[potrzebny przypis]